# Filip I. Francouzský
Filip I. Francouzský (1052 — 29./30. července 1108 Melun) byl francouzský král (1060–1108) z dynastie Kapetovců, nejstarší syn Jindřicha I. a Anny Kyjevské.
Jeho hlavním protivníkem byl normandský vévoda Vilém Dobyvatel, který se stal v roce 1066 anglickým králem. Kvůli němu se usmířil s Robertem Flanderským a oženil se s jeho nevlastní dcerou Bertou Holandskou, se kterou měl syna, budoucího krále Ludvíka VI. Pro svůj druhý, nelegitimní sňatek s Bertradou z Montfortu byl exkomunikován, na rozdíl od svého bratra Huga z Vermandois se nezúčastnil první křížové výpravy, nakonce se s papežem usmířil. Podařilo se mu dílčí rozšíření královského dominia, které se omezovalo na oblasti okolo Paříže (Île de France).

## Život
Narodil se jako nejstarší syn francouzského krále Jindřicha I. a jeho manželky Anny Kyjevské, dcery kyjevského knížete Jaroslava I. Moudrého. V kapetovském rodě nezvyklé jméno Filip, které při křtu dostal, bývá spojováno s byzantským vlivem na kyjevském dvoře, případně s úctou, které se apoštol Filip v Kyjevě těšil. Ještě za života svého otce byl v sedmi letech korunován spolukrálem v Remeši. Když jeho otec 4. srpna 1060 zemřel, stal se Filip bez komplikací jeho nástupcem. Vzhledem k věku mu byl za poručníka určen jeho strýc flanderský hrabě Balduin V. Významnou roli hrála také královna vdova, která o svůj vliv přišla brzkým sňatkem s hrabětem Rudolfem z Valois.
Když Filip v roce 1067 dosáhl patnácti let, převzal ve Francii vládu. Po smrti flanderského hraběte (a svého bratrance) Balduina VI. zasáhl do otázky nástupnictví, ale po prohře v bitvě u Casselu, ve které padl Filipem podporovaný Arnulf III. Flanderský, byl nucen ustoupit a uznat vládcem Flander Roberta I. Nové spojenectví zpečetil králův sňatek s Robertovou nevlastní dcerou Bertou. V dalších letech se Filipovi podařilo získat Vexin. Hlavním cílem jeho politiky se však stala snaha o rozdělení Anglie a Normandie. Proto podporoval vzpouru Roberta II. Normanského proti jeho otci Vilému Dobyvateli. To se splnilo v roce 1087, když Robert po smrti Viléma Dobyvatele získal Normandii a druhý syn Vilém Rufus Anglii. Když se však Robert rozhodl vydat na první křížovou výpravu zastavil Normandii svému bratru Vilémovi, aby získal peníze na vyzbrojení vojska. Anglie a Normandie tak byly opět sjednoceny v jedněch rukou.

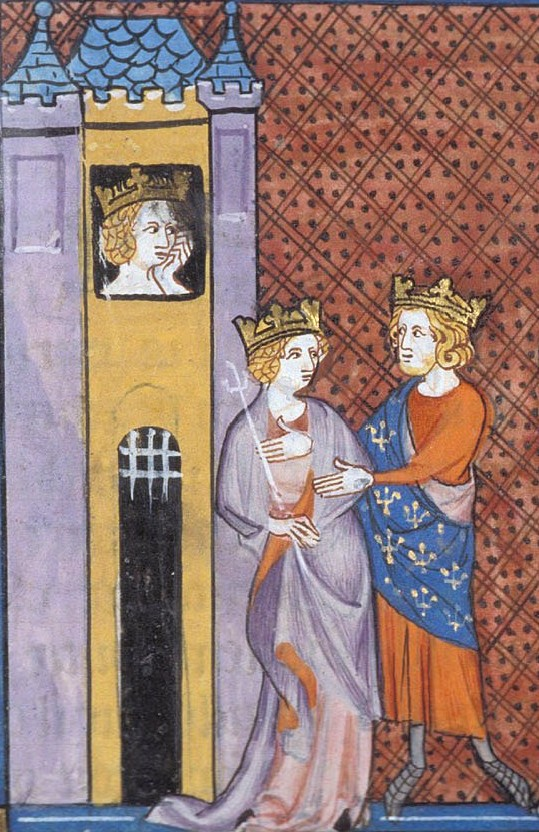
Filip I. a Bertrada z Montfortu, ve věži zapuzená Berta Holandská (Chroniques de Saint-Denis)

Roku 1092 Filip zapudil svou manželku Bertu. Důvodem podle soudobého kronikáře Viléma z Malmesbury bylo prý také to, že zapuzená královna byla příliš tlustá. Její nástupkyní se měla stát Bertrada z Montfortu, která ale byla již provdaná za Fulka z Anjou. Filip ji tedy nejprve unesl a poté se s ní oženil.
| „                          | Svou vlastní ženu odvrhl a spojil se manželstvím s ženou svého vazala. | “ |
| — Bernold ze Saint-Blasien |                                                                        |   |

Z tohoto důvodu byl na synodě v Autunu Filip exkomunikován. O rok později na koncilu v Clermontu, který vyhlásil křížovou výpravu, potvrdil exkomunikaci i papež Urban II. O dva roky později se král zdánlivě cizoložství zřekl a získal papežské odpuštění. Exkomunikován byl znovu roku 1099 a roku 1104 či 1105 složil společně s Bertradou v Paříži další planou přísahu, že se od sebe odloučí.
| „       | Zatímco syn činil každým dnem pokroky, ztrácel Filip, jeho otec, síly. Neboť od doby, kdy žil s hraběnkou z Anjou v cizoložném spojení, nedělal nic, co by bylo přiměřené jeho královské důstojnosti. Pln žádosti po ženě, kterou uloupil, šlo mu už jen o uspokojování svých tělesných tužeb. Proto se nestaral o vlastní říši a nešetřil ani zdraví svého těla... | “ |
| — Suger | |   |

Král zemřel sužován tloušťkou v létě 1108 v Melunu a byl na své přání pohřben mimo tradiční kapetovské pohřebiště v klášteře Saint-Benoît-sur-Loire.

## Vývod z předků
|                      |                         |  |               |                       |  |  |  |  |  |  |  | Hugo Veliký |
|                      |                         |  |               |                       |  |  |  |  |  |  |  |             |
|                      | Hugo Kapet              |  |               |                       |  |  |  |  |  |  |  |             |
|                      |                         |  |               |                       |  |  |  |  |  |  |  |             |
|                      |                         |  |               | Hedvika Saská         |  |  |  |  |  |  |  |             |
|                      |                         |  |               |                       |  |  |  |  |  |  |  |             |
|                      | Robert II. Francouzský  |  |               |                       |  |  |  |  |  |  |  |             |
|                      |                         |  |               |                       |  |  |  |  |  |  |  |             |
|                      |                         |  |               | Vilém III. Akvitánský |  |  |  |  |  |  |  |             |
|                      |                         |  |               |                       |  |  |  |  |  |  |  |             |
|                      | Adéla Akvitánská        |  |               |                       |  |  |  |  |  |  |  |             |
|                      |                         |  |               |                       |  |  |  |  |  |  |  |             |
|                      |                         |  |               | Adéla Normandská      |  |  |  |  |  |  |  |             |
|                      |                         |  |               |                       |  |  |  |  |  |  |  |             |
|                      | Jindřich I. Francouzský |  |               |                       |  |  |  |  |  |  |  |             |
|                      |                         |  |               |                       |  |  |  |  |  |  |  |             |
|                      |                         |  |               | Boso II. z Arles      |  |  |  |  |  |  |  |             |
|                      |                         |  |               |                       |  |  |  |  |  |  |  |             |
|                      | Vilém I. Provensálský   |  |               |                       |  |  |  |  |  |  |  |             |
|                      |                         |  |               |                       |  |  |  |  |  |  |  |             |
|                      |                         |  |               | Konstancie Viennská   |  |  |  |  |  |  |  |             |
|                      |                         |  |               |                       |  |  |  |  |  |  |  |             |
|                      | Konstancie z Arles      |  |               |                       |  |  |  |  |  |  |  |             |
|                      |                         |  |               |                       |  |  |  |  |  |  |  |             |
|                      |                         |  |               | Fulk II. z Anjou      |  |  |  |  |  |  |  |             |
|                      |                         |  |               |                       |  |  |  |  |  |  |  |             |
|                      | Adléta z Anjou          |  |               |                       |  |  |  |  |  |  |  |             |
|                      |                         |  |               |                       |  |  |  |  |  |  |  |             |
|                      |                         |  |               | Gerberga Orléanská    |  |  |  |  |  |  |  |             |
|                      |                         |  |               |                       |  |  |  |  |  |  |  |             |
| Filip I. Francouzský |                         |  |               |                       |  |  |  |  |  |  |  |             |
|                      |                         |  |               |                       |  |  |  |  |  |  |  |             |
|                      |                         |  | Svjatoslav I. |                       |  |  |  |  |  |  |  |             |
|                      |                         |  |               |                       |  |  |  |  |  |  |  |             |
|                      | Vladimír I. Kyjevský    |  |               |                       |  |  |  |  |  |  |  |             |
|                      |                         |  |               |                       |  |  |  |  |  |  |  |             |
|                      |                         |  |               | Maluše                |  |  |  |  |  |  |  |             |
|                      |                         |  |               |                       |  |  |  |  |  |  |  |             |
|                      | Jaroslav I. Moudrý      |  |               |                       |  |  |  |  |  |  |  |             |
|                      |                         |  |               |                       |  |  |  |  |  |  |  |             |
|                      |                         |  |               | Ragnvald I.           |  |  |  |  |  |  |  |             |
|                      |                         |  |               |                       |  |  |  |  |  |  |  |             |
|                      | Rogněda Polocká         |  |               |                       |  |  |  |  |  |  |  |             |
|                      |                         |  |               |                       |  |  |  |  |  |  |  |             |
|                      |                         |  |               | ?                     |  |  |  |  |  |  |  |             |
|                      |                         |  |               |                       |  |  |  |  |  |  |  |             |
|                      | Anna Kyjevská           |  |               |                       |  |  |  |  |  |  |  |             |
|                      |                         |  |               |                       |  |  |  |  |  |  |  |             |
|                      |                         |  |               | Erik Vítězný          |  |  |  |  |  |  |  |             |
|                      |                         |  |               |                       |  |  |  |  |  |  |  |             |
|                      | Olof Skötkonung         |  |               |                       |  |  |  |  |  |  |  |             |
|                      |                         |  |               |                       |  |  |  |  |  |  |  |             |
|                      |                         |  |               | Sigrid Storråda       |  |  |  |  |  |  |  |             |
|                      |                         |  |               |                       |  |  |  |  |  |  |  |             |
|                      | Ingegerda Švédská       |  |               |                       |  |  |  |  |  |  |  |             |
|                      |                         |  |               |                       |  |  |  |  |  |  |  |             |
|                      |                         |  |               | ?                     |  |  |  |  |  |  |  |             |
|                      |                         |  |               |                       |  |  |  |  |  |  |  |             |
|                      | Estrid Obodritská       |  |               |                       |  |  |  |  |  |  |  |             |
|                      |                         |  |               |                       |  |  |  |  |  |  |  |             |
|                      |                         |  |               | ?                     |  |  |  |  |  |  |  |             |
|                      |                         |  |               |                       |  |  |  |  |  |  |  |             |